# Nansenia indica
Nansenia indica är en fiskart som beskrevs av Kobyliansky 1992. Nansenia indica ingår i släktet Nansenia och familjen Microstomatidae. Inga underarter finns listade i Catalogue of Life.